# Arthonia redingeri
Arthonia redingeri är en lavart som beskrevs av Grube. Arthonia redingeri ingår i släktet Arthonia och familjen Arthoniaceae.   Inga underarter finns listade i Catalogue of Life.